# 南方十字
南方十字是指以在南半球可以看見的星座，南十字座，放置在旗幟、徽章等，以做為國家、地方政府象徵的標誌實體。這個星座在南半球各地都很容易看見，因此位於南半球的地區喜愛使用它作為象徵。
「南方十字」也可以指在南北戰爭中，位處南方的美利堅聯盟國上使用的各種不同的藍色聖安德魯十字，包括美利堅聯盟國國旗和軍旗。
這是一份不完整的清單，而且在清單中的一些標誌可能不具有官方地位。同時，也請注意，不同的旗幟比例可能就是不同的旗幟，也可能是同一旗幟在不同時代的版本。

## 旗帜

### 在南半球國家的國旗
- 澳洲國旗
- 紐西蘭國旗
- 紐埃國旗
- 薩摩亞國旗
- 巴布亞新幾内亞國旗
- 巴西國旗

### 澳洲其它旗幟
- 伊丽莎白二世女王旗
- 查尔斯三世国王旗
- 红船旗
- 空军旗
- 民航旗
- 海军白船旗
- 边防军旗
- 澳大利亚首都领地旗
- 新南威尔士州旗
- 新南威尔士总督旗
- 维多利亚州旗
- 维多利亚总督旗
- 澳大利亚南极领地
- 北领地旗
- 圣诞岛旗帜
- 科科斯（基林）群岛旗帜
- 南方海域岛民旗
- 尤利卡旗
- 澳大拉西亚反交通运输联盟旗
- 澳大利亚联邦旗
- 澳大利亚国家殖民地旗
- 新南威尔士旗帜（1870—1876）
- 南澳大利亚旗帜（1870—1876）
- 塔斯马尼亚旗帜（1875）
- 维多利亚旗帜（1870—1877）
- 维多利亚红船旗（1870—1877）
- 《墨尔本先驱报》竞赛获胜设计[1]
- 《墨尔本先驱报》竞赛获胜设计[1]
- 1901年旗帜竞赛获胜设计，蓝色版本
- 经爱德华七世批准的澳洲旗帜
- 澳洲原住民基于澳洲國旗的版本
- 澳大利亚共产党党旗

### 紐西蘭其它旗幟
- 2023年查尔斯三世在新西兰加冕使用的旗帜
- 伊丽莎白二世女王旗
- 伊丽莎白二世女王旗
- 托克劳旗帜
- 總督旗
- 海軍白船旗
- 红船旗
- 新西兰警察旗
- 皇家游艇俱乐部船舶旗帜
- 民航旗
- 罗斯属地非官方旗帜
- 2016年紐西蘭新國旗最終競選方案

### 巴布亚新几内亚其他旗帜
- 东新不列颠省省旗
- 新爱尔兰省省旗
- 钦布省省旗
- 海湾省省旗
- 西新不列颠省省旗
- 西部省省旗
- 海军白船旗
- 1970-1971年巴布亚和新几内亚领地拟议旗帜

### 南美洲其他旗帜
- 南方共同市场旗帜
- 阿根廷圣克鲁斯省省旗
- 阿根廷火地省省旗
- 巴西南克鲁赛罗市旗
- 巴西迪亚曼蒂努市旗
- 巴西戈亚斯州州旗
- 巴西戈约埃雷市旗
- 巴西隆德里纳市旗
- 巴西巴拉纳州州旗
- 巴西平达莫尼扬加巴市旗
- 巴西总统旗
- 巴西副总统旗
- 巴西国防部长旗
- 智利康孔市旗
- 智利湖大区旗帜
- 智利麦哲伦大区旗帜
- 智利科金博大区旗帜
- 乌拉圭科洛尼亚省省旗

### 其它相关旗幟
- 帛琉松索羅爾旗帜
- 南非国防军联合行动师师旗
- 南部非洲旗帜学协会旗帜
- 澳大拉西亞隊旗，用於1908年和1912年奧運會
- 德國東非公司旗幟
- 澳大利亚英格兰人旗帜
- 澳大利亚苏格兰人旗帜
- 澳大利亚威尔士人旗帜
- 澳大利亚爱尔兰人旗帜
- 澳大利亚爱尔兰人旗帜
- 澳大利亚爱尔兰人旗帜
- 澳大利亚康沃尔人旗帜
- 澳大利亚马恩人旗帜

## 徽章

### 在南半球國家的國徽
- 澳大利亚国徽
- 新西兰国徽
- 澳大利亚国徽上的盾徽
- 新西兰国徽上的盾徽
- 萨摩亚国徽
- 巴西國徽
- 萨摩亚国徽上的盾徽
- 巴西国徽上的盾徽

### 澳洲其它徽章
- 澳洲會計師公會會徽

### 紐西蘭其它徽章
- 紐西蘭安全情報局徽章

### 南美洲其他徽章
- 阿根廷圣克鲁斯省省徽
- 智利麦哲伦大区徽章

### 其它相关徽章
- 聖誕島非官方徽章（西班牙语：Escudo de la Isla de Navidad）